# Lingue romanze italo-occidentali
Le lingue romanze italo-occidentali rappresentano il più esteso sottogruppo delle lingue romanze. Comprende 35 idiomi suddivisi in due sottogruppi:
- Lingue romanze meridionali
- Lingue romanze occidentali che comprende 33 lingue suddivise in 3 gruppi:
  - Lingue italo-dalmate
  - Lingue ibero-romanze
  - Lingue galloromanze[2]